# 四元术

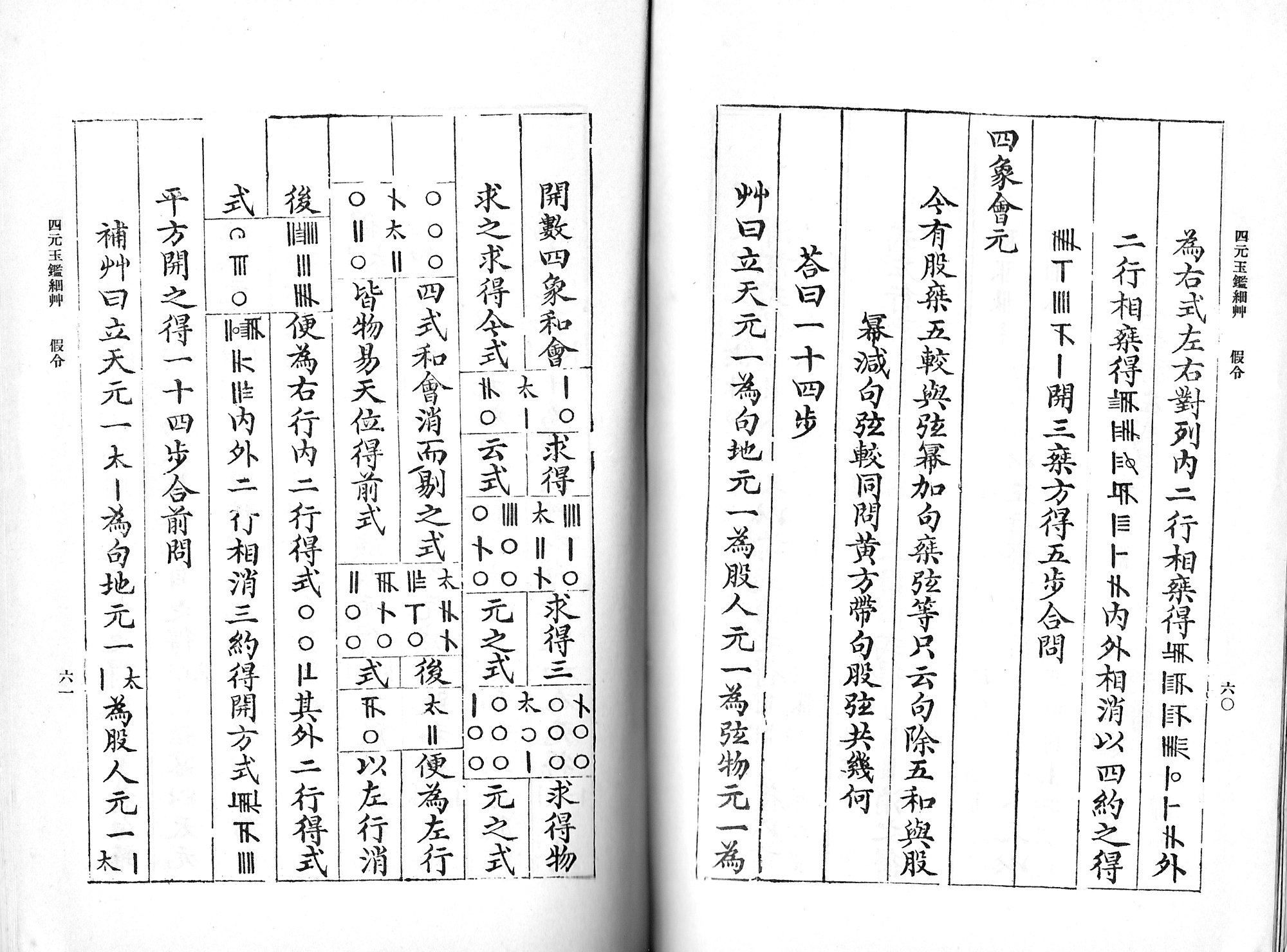
朱世杰《四元玉鉴·四象会元》中的四元术

四元術是中國元朝的數學家朱世杰所發明，記載在他的著作《四元玉鉴》裡。這部著作後來亦被收入《四庫全書》之內。四元術脫胎自李冶的天元術。天元術是中國古代利用算籌計算一元高次方程式的方法；而四元術則將這個方法擴展，變成可以計算四元高次方程式。並利用消元法，將方程式逐步簡化如下：
四元四次 -> 三元三次 -> 二元二次 -> 一元一次 -> 答案

## 天元術的表示法
天元術利用算籌將高次方程式垂直表示，並逐步消去高次方的數列。以下是現代代數和天元術表示法的比較：
{\displaystyle (92-X)*X-2052=0};
天元术方程：
  太

## 四元術的表示法

### 四元一次方程式
x + 2y + 3z + u = 5
用“天”、“地”、“人”、“物”來表示 x, y, z, u。
|    | 地 |    |
| 人 | 太 | 天 |
|    | 物 |    |

### 四元二次式
{\displaystyle (x+y+z+w)^{2}=x^{2}+y^{2}+z^{2}+w^{2}+2xy+2xz+2xw+2yz+2yw+2zw}
x
y  w
z
自乘得：

## 外部連結
- 上海--巴伐利亚虚拟校园 > 中国历史上的科技创新 > 数学篇 > 从天元术到四元术 --半符号代数的创立
- 业余数学天地-数学精英-朱世杰（页面存档备份，存于）
- 北京科普之窗 > 科学长廊 > 人物 > 发明家 > 李冶-天元术的硕果